# Russell Banks

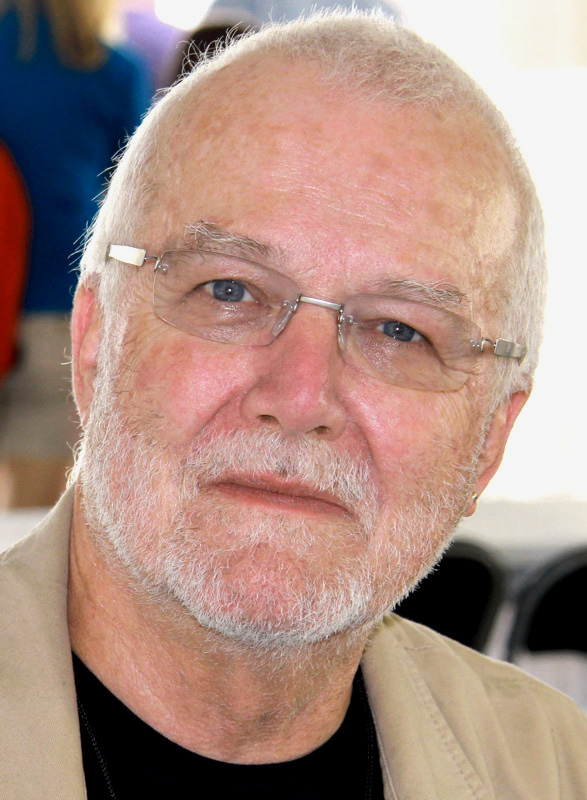
Russell Banks (2011)

Russell Banks (* 28. März 1940 in Newton, Massachusetts; † 8. Januar 2023 in Saratoga Springs, New York) war ein US-amerikanischer Schriftsteller. Er war gewähltes Mitglied der American Academy of Arts and Sciences (ab 1996) und der American Academy of Arts and Letters (ab 1998).

## Werk
Seine erste Kurzgeschichtensammlung Searching for Survivors und sein erster Roman Family Life wurden 1975 veröffentlicht. Danach erschienen weitere Kurzgeschichtensammlungen und zahlreiche Romane. Die beiden Romane Affliction und The Sweet Hereafter wurden verfilmt.
Häufiges Thema bei Russell Banks sind politisch-historische Gegebenheiten.
Besonders hervorstechend sind Banks’ starke Charaktere, z. B. die übermächtige Vaterfigur in Cloudsplitter oder der an Mark Twains Huckleberry Finn angelehnte Chappie aus Rule of the Bone.
Russell Banks lehrte an der Princeton University Kreatives Schreiben. Er starb im Januar 2023 im Alter von 82 Jahren.

## Werke (Auswahl)

### Kurzgeschichtensammlungen
- Searching for Survivors. 1975.
- The New World. 1978.
- Trailerpark. 1981.
- Success Stories. 1986.
- The Angel on the Roof. 2000.
- A Permanent Member of the Family. Clerkenwell Press, 2013.

### Romane
- Family Life. 1975.
- Hamilton Stark. 1978.
- The Book of Jamaica. 1980.
- The Relation of My Imprisonment. 1983.
- Continental Drift. 1985 – Dt. Gegenströmung.
- Affliction. 1989 – Dt. Der Gejagte.
- The Sweet Hereafter. 1991 – Dt. Das süße Jenseits.
- Rule of the Bone. 1995 – Dt. Gangsta Bone.
- Cloudsplitter. 1998 – Dt. John Brown, mein Vater.
- The Darling. 2004 – Dt. Der weiße Schatten.
- Lost Memory of Skin. 2011.
  - Dt. von Barbara Christ: Verstoßen. Schöffling, Frankfurt am Main 2015, ISBN 978-3-89561-122-3.
- Foregone. 2021.

### Nichtfiktionale Werke
- Invisible Strangers. 1998.

## Verfilmungen
- 1997 – Der Gejagte (Affliction)
- 1997 – Das süße Jenseits (The Sweet Hereafter)
- 2024: Oh, Canada